# Cloche de l'église de Saint-Grégoire-d'Ardennes
La cloche de l'église Saint-Grégoire à Saint-Grégoire-d'Ardennes, une commune du département de la Charente-Maritime dans la région Nouvelle-Aquitaine en France, est une cloche de bronze datant de 1789. Elle a été inscrite monument historique au titre d'objet le 17 juin 2005. 